# 文化シヤッター
文化シヤッター株式会社（ぶんかシャッター）は、シャッター、アルミニウム建材を取り扱う総合建材メーカー。三和シヤッター工業に次ぐ業界第2位。本社は東京都文京区。なお、社名の正式表記は「シヤッター」であるが、発音は「シャッター」である。

## 沿革
- 1955年4月 - 日本文化鉄扉として設立。その年8月に日本文化シヤッターに社名を改める
- 1968年4月 - 家庭用の窓シャッター・ミニシリーズを発売
- 1970年4月 - 姫路市にあった日本文化シヤッターと合併し、現在の文化シヤッターに社名変更
- 1973年11月 - 東証2部に株式上場
- 1980年1月 - 動くショールームで全国をキャラバン開始
- 1980年9月 - 東証1部に株式上場
- 1985年3月 - 科学万博つくば'85に出展
- 1992年3月 - 売上高1,000億円達成
- 1997年4月 - 「ゆとリフォーム」事業開始
- 1998年10月 - 環境貢献商品「ハイブリッド・ソーラーシステム」「エア・キーパー大間迅」発売
- 2000年1月 - 静音電動アルミシャッター「御前様（ごぜんさま）」発売
- 2004年7月 - 社章を「BX」に刷新、東京地区の拠点総合ビル「BXビル」完成
- 2005年4月 - IDタグによる商品履歴管理システムがスタート
- 2006年7月 - ユニバーサルデザインの折れ戸「ヒクオス」発売
- 2006年10月 - 全面ガラスシャッター「フルグラス」が「新日本様式」100選に選定される
- 2006年11月 - フライングディスク部、第9回世界アルティメットクラブ選手権大会で日本勢として初優勝
- 2006年12月 - 浅草仲見世シャッター壁画「浅草絵巻」を17年ぶりにリニューアル
- 2007年3月 - 自由開き折れ戸「ヒクオス」が第17回読者が選ぶネーミング大賞「ビジネス部門」の2位に選定される
- 2007年4月 - 名古屋市東区に「BX-PLAZA NAGOYA」（常設展示場）を設置
- 2007年8月 - 室内側取付窓シャッター「マドマスタールーマ」発売
- 2007年8月 - 木粉入樹脂エクステリアシリーズ「テクモク」発売
- 2007年10月 - ステンレスフロント「リブレイド」発売
- 2007年10月 - フライングディスク部、全日本選手権大会で9連覇達成
- 2007年11月 - ベトナム建設省と共同で防火基準の法制化に向けたセミナーをハノイ市で開催
- 2007年12月 - 住宅ガレージ向け軽量シャッター「エスプリ」発売
- 2008年3月 - 姫路市・家老屋敷館のシャッター壁画「姫路藩鉄砲洲警衛絵巻」完成
- 2008年3月 - ステンレス事業の拡大に向けBX紅雲（株）を設立
- 2008年4月 - ベトナム建設省と共同で防火基準の法制化に向けたセミナーをホーチミン市で開催
- 2008年7月 - 栃木県小山市に総合的な試験・検証施設「ライフインセンター」開設
- 2008年8月 - 軽量鋼鈑横引折れ戸「スライドーレ」発売
- 2008年10月 - フライングディスク部、全日本選手権大会で前人未踏の10連覇達成
- 2008年11月 - 高齢者集合住宅向け玄関ドア「ヴァリフェイス」発売
- 2008年12月 - 初の海外事業展開としてベトナム・ハノイに現地子会社「BUNKA-VIETNAM Co.，ltd.」設立
- 2008年12月 - 高速低振動グリルシャッター「大静快」発売
- 2009年3月 - 不二サッシ（株）に資本参加し持分法適用会社とすると同時に業務提携契約を締結
- 2009年4月 - 浅草仲見世シャッター壁画・元絵「浅草絵巻」を台東区に寄贈。伝法院にて贈呈式を行う
- 2009年4月 - 窓シャッター「マドマスターワイド」を発売
- 2009年6月 - ライフインセンターで試験所認定の国際規格「ISO17025」の認定を取得
- 2009年10月 - フライングディスク部、全日本選手権大会で11連覇達成
- 2009年12月 - 住宅ガレージ向けシャッター「ポルティエ」発売
- 2010年3月 - BX BUNKA VIETNAM Co.，ltd.（ベトナム社会主義共和国フンイェン省）の工場竣工
- 2010年10月 - 高速シートシャッター大間迅シリーズが（財）日本環境協会のエコマーク認定を取得
- 2011年6月 - 機械式危害防止装置「エコセーフ」発売
- 2012年4月 - 断熱オーバースライディングドア「フラットクール」「フラットチルド」発売
- 2012年4月 - スチールドア製造の鐵矢工業（株）（現BXX鐵矢）の株式取得、100%子会社化
- 2012年9月 - 止水事業参入にあたり、シャッタータイプの簡易型止水シート「止めピタ」発売
- 2012年10月 - （株）朝日建材（現：BX朝日建材〈株〉）を設立
- 2013年3月 - 浦和レッドダイヤモンズ（株）とパートナーシップ契約を締結[1]
- 2013年9月 - 簡易型止水シート「止めピタ・フロントタイプ」発売
- 2013年11月 - 不二サッシ（株）と共同で止水機能付きアルミフロント「Fフロント（水防タイプ）」を開発、発売
- 2013年11月 - フライングディスク部、全日本選手権大会で15連覇達成
- 2013年11月 - 文化シヤッター西山太陽光発電所（柏崎市）竣工、稼働開始
- 2013年11月 - 簡易型止水シート「止めピタ・シャッタータイプ」が2013年“超”モノづくり部品大賞の奨励賞を受賞
- 2013年12月 - BX BUNKA TAIWAN Co.，ltd.（中華民国桃園県）設立
- 2014年1月 - 文化シヤッター高松太陽光発電所（高松市）竣工、稼働開始
- 2014年4月 - 園児用トイレブース「プレキッズ」リニューアル発売
- 2014年6月 - ゲリラ豪雨対策の止水ドア「アクアード」発売
- 2014年7月 - 園児用トイレブース「プレキッズ」が第8回キッズデザイン賞を受賞
- 2014年7月 - フライングディスク部、全日本選手権大会で16連覇達成
- 2014年10月 - 簡易型止水シート「止めピタ」が2014年度 グッドデザイン賞を受賞
- 2014年10月 - 止水ドア「アクアード」が2014年度 “超”モノづくり部品大賞“日本力（にっぽんぶらんど”賞を受賞
- 2014年11月 - グループ会社BXケンセイ（株）の太陽光発電システム（杵築市）が竣工、稼働開始
- 2014年11月 - 冷蔵・冷凍倉庫向け高速シートシャッター「大間迅M2フリーザータイプ」を新発売
- 2015年4月 - 有限会社西山鉄網製作所（現：BX西山鉄網(株)）の株式を取得、子会社化
- 2015年4月 - 防火／防煙シャッター用「無線式危害防止装置“マジックセーフ”」を新発売
- 2015年4月 - 東京証券取引所における株式の売買単位を1000株から100株に引き下げる
- 2015年4月 - 1人でも約2分で設置できる「BX止水板“ラクセット”」を新発売
- 2015年4月 - 創立60周年
- 2015年5月 - スマートフォンでコントロール可能な電動窓シャッター「マドマスター・スマートタイプ」を新発売
- 2015年6月 - フライングディスク部、全日本選手権大会で17連覇達成
- 2015年7月 - 雨水対策を施した屋外専用の鋼製軽量引戸「カームスライダー屋外タイプ」を新発売
- 2015年7月 - 東京都文京区と「災害時における相互協力に関する協定」を締結。本社社屋一部を一時避難施設として提供。
- 2015年8月 - プロサッカープレイヤー西川周作選手の肖像権使用契約を浦和レッドダイヤモンズ（株）と締結
- 2015年9月 - 「BX止水板“ラクセット”」が2015年 「“超”モノづくり部品大賞」「生活関連部品賞」を受賞
- 2015年11月 - 止水ドア「アクアード」が2015年度 グッドデザイン賞を受賞
- 2015年11月 - 防火／防煙シャッター用「無線式危害防止装置“マジックセーフ”」2015年度 グッドデザイン賞を受賞
- 2016年2月 - ベトナム社会主義共和国、樹脂サッシ大手のEurowindow joint stock companyと資本提携契約締結（同社の29.97%出資）
- 2016年4月 - 代表取締役の異動（会長 茂木哲哉、社長 潮崎敏彦）
- 2016年7月 - フライングディスク部、全日本選手権大会で18連覇達成
- 2016年7月 - 電動窓シャッター用「ワイヤレスタイマースイッチ」が第10回キッズデザイン賞を受賞

## 主な取扱商品

### 軽量シャッター
- 電動静音アルミシャッター「御前様」
- ガレージシャッター「エスプリ」
- 住宅ガレージ専用電動シャッター「ポルティエ」
- 軽量海浜地域向け防錆シャッター「シーサイドシャッター」
- 防犯性能の高い軽量シャッター［BAシリーズ］
- 電動ワイドシャッター「モートW」
- 電動ワイドグリルシャッター「グリルモートW」
- 電動ワイドアルミグリルシャッター「アルミグリルモートW」
- 軽量ステンレスシャッター「ステンサー」
- 軽量アルミシャッター「リガード」
- 軽量塩ビシャッター「ハーネ」
- 軽量防火シャッター「ファイター」
- 軽量グリルシャッター「ハイルック」
- リモコンシャッター「エリー」
- 軽量汎用シャッター「セーヌ」
- 軽量上部排煙シャッター「トップスルー」
- 軽量横引きシャッター

### 重量シャッター
- 一般重量シャッター
- 重量グリルシャッター
- 高速・低振動グリルシャッター「大静快」
- 防犯性能の高い重量シャッター［BAシリーズ］
- 防火シャッター
- 防煙シャッター
- 大開口部対応防火／防煙シャッター
- 袖扉連動型防火／防煙シャッター「ポールレスコンビ」
- ポールレス防火防煙シャッター
- 耐火クロス製防火防煙スクリーン「セレスクリーン」
- 防火防煙シャッター用安全装置可動座板式危害防止機構「セレヌーノ」
- 可動式防煙たれ壁「セレウォール」
- 高速シャッター／可変速シャッター
- 防爆シャッター

### オーバースライディングドア
- 住宅用オーバースライディングドア「フラットピット」
- 軽量オーバースライディングドア
- 重量オーバースライディングドア
- ドックシェルター「BSシェルター」

### シートシャッター
- 高速シートシャッター「エア・キーパー大間迅」
- 屋内専用 高速シートシャッター「エア・キーパー大間迅ピコモ」
- ビニールカーテン「エア・セーブ」

### パネルシャッター
- ムービングアートパネル「パネフラッシュ」
- スチール製パネルシャッター「パネテックス」
- 透明パネルシャッター「パネルック」
- 横引きパネルシャッター「パネルーラ」

### その他シャッター
- 鋼製ハンガードア「BSハンガー」
- 鋼製ワイドドア「ワイドスライダー」
- 横引伸縮シースルードア「フォールディングゲート」

### 窓シャッター
- 防犯性能の高い窓シャッター「マドマスター」［BAシリーズ］
- 外壁仕上げ後仕様「マドマスター・タップ」
- 外壁仕上げ前仕様「マドマスター・リード」
- ALC・RC造住宅用「マドマスターALC・RCリード」
- ワイドタイプ電動式換気・採光「マドマスター・ワイド」
- 室内側取付け窓シャッター「マドマスター・ルーマ」

### エクステリア
- 木粉入樹脂製エクステリアシリーズ「テクモク」
- アルミバルコニー「ND I型」
- アルミバルコニー「NA II型」
- アルミテラス「カービーDR・SR／レッタNF」
- シースルーパネル型バルコニー手すり
- 木造建築向け手すり笠木
- 木造用アルミ笠木
- RC造・鉄骨造向け手すり笠木
- RC造・鉄骨造向けアルミ笠木
- アルミ下端見切「パラシェーブ」
- 防風スクリーン
- ベランダ間仕切
- 屋外鉄骨階段廊下ユニット「段十廊II」
- アルミ階段「ステフリー」

### ドア
- 自動閉鎖装置付引戸「カームスライダー」
- 高齢者集合住宅向け玄関引戸「ヴァリフェイス」
- 軽量鋼鈑自由開き折れ戸「ヒクオス」
- 軽量鋼鈑横引き折れ戸「スライドーレ」
- 防犯性能の高いドア［BAシリーズ］
- 軽量鋼鈑玄関ドア「EDMシリーズ」
- 室内用軽量ドア「PDシリーズ」
- BL玄関ドア「BLシリーズ」
- スチールドア「SDシリーズ」
- 耐熱ガラス入り特定防火設備「エリファイト」
- 遮煙防火引戸「セレカームシステム」

### パーティション
- アルミスタッド式可動間仕切「プレフリーEA-N50」
- 鋼製間仕切「プレウォールICS・ICN」
- 移動間仕切「スライディングウォール」
- 学校間仕切「プレウォールSAW105A」
- トイレブース「プレクリンPC」
- 上部収納電動間仕切「プレフラッシュ」

### ステンレスフロント
- ガラスフロント用ステンレス中空枠「リブレイド」
- オーダータイプ「プロトフレーム」
- 規格タイプ「ユニフレーム」

### 関連製品
- 全面ガラスシャッター「フルグラス」
- ロールオーニング「エルバーネ」
- ロールスクリーン「ムービングシェイド」
- 電動スクリーン「プレシェード」

## 主なグループ会社
- 文化シヤッターサービス（株） - 東京都豊島区、各種シャッターなどの修理点検
- BX新生精機（株） - 兵庫県加西市、電動開閉機、各種昇降機、計測器の製造、販売
- BXテンパル（株） - 東京都豊島区、店舗用・住宅用オーニング、テントなどの製造、販売
- BXあいわ（株） - 東京都豊島区、保険代行、リース紹介および斡旋、旅行業
- BX沖縄文化シヤッター（株） - 沖縄県豊見城市、各種シャッターおよび関連製品の製造、販売
- BXケンセイ（株） - 大分県杵築市、スチール家具、スチールドアの製造、販売
- BX文化パネル（株） - 大阪府吹田市、可動間仕切、トイレブースおよび金属製ドアの製造、販売
- BXティアール（株） - 埼玉県上尾市、戸建住宅、マンションなどの玄関用金属製ドア、パーティションなどの製造、販売
- BXゆとりフォーム（株） - 東京都板橋区、リフォームの設計・施工および請負ならびにそれらに関する事業
- BX紅雲（株） - 愛知県犬山市、ステンレス建材・ステンレス製特定防火設備などの製造、販売
- BX BUNKA VIETNAM Co.，ltd. - ベトナム社会主義共和国、各種シャッター、ドアの製造、販売
- BX鐵矢（株） - 千葉県柏市、鉄骨、鉄扉、金属製窓枠、建築用諸金物の製造、販売、現場施工
- BX東北鐵矢（株） - 山形県米沢市、鉄骨、鉄扉、金属製窓枠、建築用諸金物の製造、販売、現場施工
- BX朝日建材（株） - 徳島県美馬郡、スチール建材およびスチールドアの製造、販売
- BX西山鉄網（株） - 東京都葛飾区、住宅向け基礎鉄筋ユニットおよび溶接金網、ラスなどの製造、販売